# Mount Bumstead
Mount Bumstead ist ein 2990 m hoher, solitärer Berg in der antarktischen Ross Dependency. Er ragt etwa 15 km südöstlich des Otway-Massivs in den Grosvenor Mountains des Transantarktischen Gebirges auf.
Der US-amerikanische Polarforscher Richard Evelyn Byrd entdeckte ihn bei seinem Südpolflug im November 1929. Byrd benannte ihn nach Albert H. Bumstead (1885–1940), leitender Kartograph der National Geographic Society und Entwickler eines Sonnenkompass’, den Byrd bei seinem Südpolflug als Navigationshilfe einsetzte.